# 史蒂夫·鲍尔
史蒂夫·鲍尔（英語：Steve Bauer，1959年6月12日—），加拿大男子自行车运动员。他曾代表加拿大参加1984年和1996年夏季奥林匹克运动会自行车比赛，其中1984年奥运会获得一枚银牌。